# Digitalmultimeter

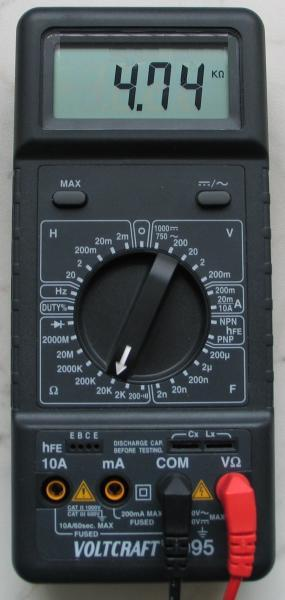
Ein Digitalmultimeter bei der Widerstandsmessung im Messbereich 20 kΩ mit einer Auflösung von 0,01 kΩ

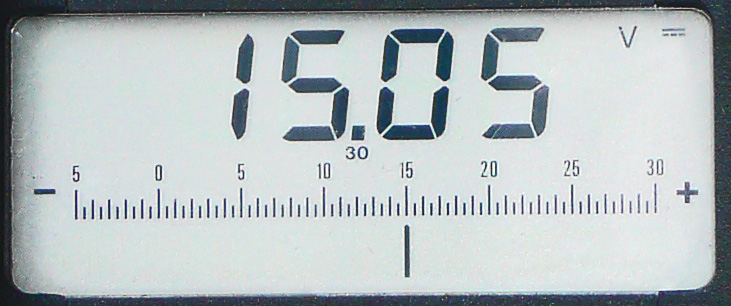
Anzeigefeld eines DMM:
Ziffernanzeige kombiniert mit Skalenanzeige

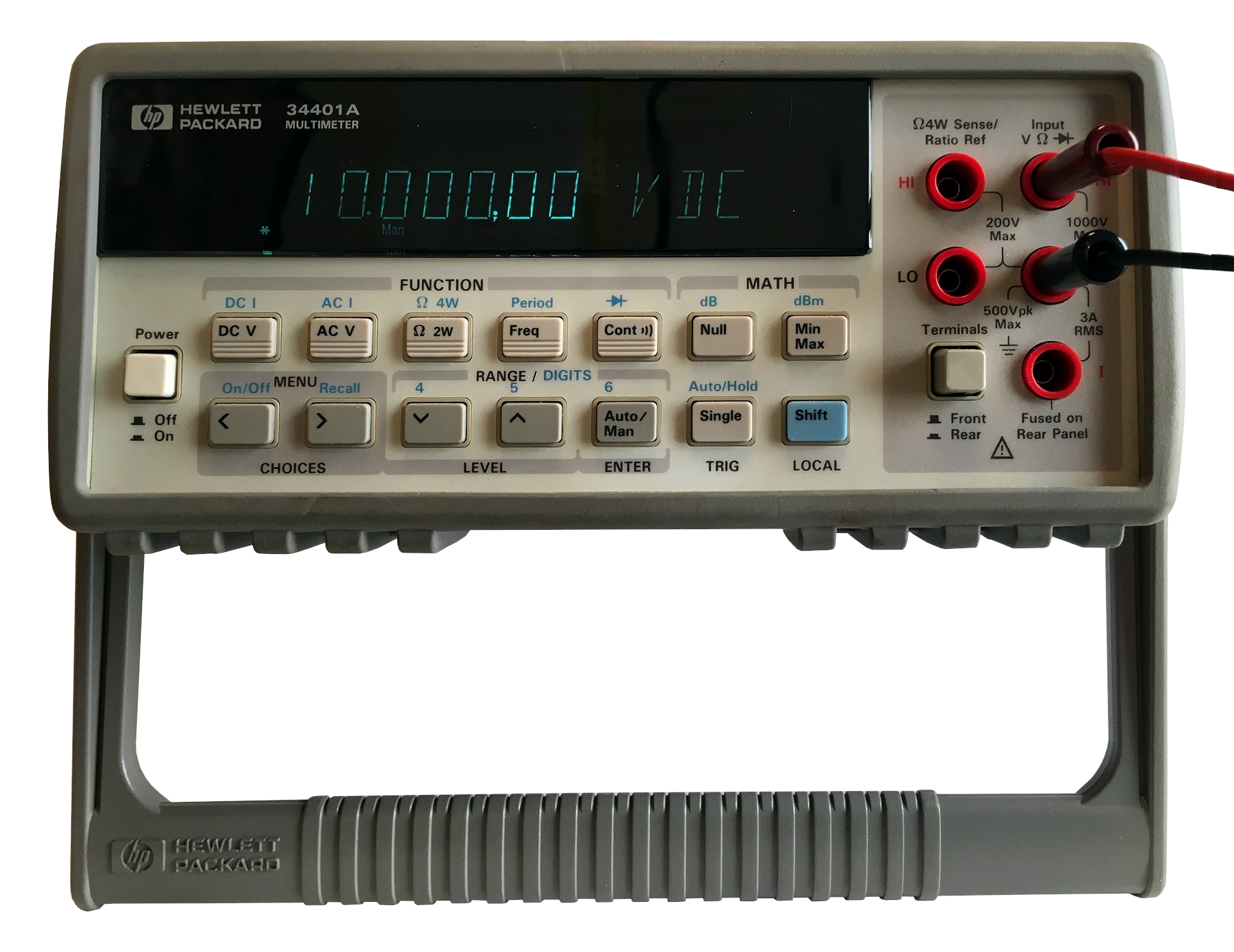
Tischmultimeter

Ein Digitalmultimeter (DMM) ist ein Multimeter mit Ziffernanzeige. Multimeter dienen zum Messen verschiedener elektrischer Messgrößen wie elektrische Stromstärke, elektrische Spannung und ohmscher Widerstand. Weitere Messgrößen sind teilweise die elektrische Kapazität oder die Induktivität eines Bauteils. Viele Multimeter bieten außerdem eine Funktion zum Testen von Transistoren oder Dioden. Mit Hilfe eines externen Sensors können manche Geräte die Temperatur messen.
Es arbeitet mit einem elektronischen Analog-Digital-Umsetzer (ADU, engl. ADC) und zeigt den Messwert mit einer LED- oder Flüssigkristallanzeige in Dezimalzahlen an. Ein DMM benötigt zu seiner Funktion elektrische Energie. Diese wird meist durch Batterien oder Akkus zur Verfügung gestellt. Es gibt aber auch Digitalmultimeter, die mit Solarenergie oder über ein Netzteil aus dem Stromnetz versorgt werden.
Manche Geräte ermöglichen die Datenübertragung auf einen Rechner mittels einer seriellen Schnittstelle. Um die Vorteile einer Skalenanzeige nutzen zu können, sind einige DMM zusätzlich mit einem Grafikfeld ausgestattet.
Digitalmultimeter gehören zur Grundausstattung einer Elektronik-Werkstatt. Außerdem kommen sie in der Elektroinstallation zum Einsatz.

## Arbeitsweise
Ein digitales Multimeter kann verschiedene elektrische Größen messen. Üblich sind Spannung, Stromstärke (jeweils Gleich- und Wechselgröße) und Widerstand. Die Umschaltung der Messgrößen und -bereiche erfolgt meist mechanisch. Höherwertige DMM wählen den Spannungsmessbereich selber, können sich gegen Überlastung und Überspannungen schützen und messen Wechselgrößen als Effektivwert.

### ADU nach dem Dual-Slope-Verfahren
Herzstück eines DMM ist der ADU. Die meisten DMM arbeiten mit einem Umsetzer nach dem Dual-Slope-Verfahren. Bei diesem integrierenden Verfahren wird der Gleichwert des Spannungssignals gemessen durch den Vergleich mit einer eingebauten Referenzspannung. Die Dauer, in der die zu messende Spannung integriert oder über die gemittelt wird, liegt typisch bei 100 bis 300 ms.
Eigenschaften des Dual-Slope-Verfahrens:
- Primär nur Gleichspannung messend
- Kostengünstig
- Langzeitstabil; Veränderungen der Kapazität, des Eingangswiderstandes und der Taktfrequenz fallen durch das vergleichende Verfahren aus dem Ergebnis heraus
- Gut störunterdrückend bezüglich Brumm- und Rauschspannungen
- Langsam; an das menschliche Reaktionsvermögen zur Ablesung angepasst

### Multimeterfunktionen

#### Gleichspannung

Der Messbereichsendwert ergibt sich aus der maximal der Messelektronik zuführbaren Spannung und dem Spannungsteilerverhältnis

Der kleinste Messbereich reicht überwiegend bis 200 mV. Standardgeräte lösen einen Messbereich in 2000 Messpunkte auf, damit beträgt der kleinste Messschritt 100 μV. Höherwertige Geräte können um eine oder gar mehrere Zehnerpotenzen feiner auflösen.
Die Messbereichsumschaltung erfolgt durch einen umschaltbaren Spannungsteiler vor dem ADU. Die Teilung wird in Schritten einer ganzen Zehnerpotenz vorgenommen (anders als bei Analogmultimetern mit teilweise zwei Messbereichen pro Zehnerpotenz). Der höchste Messbereich darf allerdings nur bis beispielsweise 700 V verwendet werden. Der Eingangswiderstand liegt typisch in allen Messbereichen bei 1 bis 10 MΩ || 70 bis 100 pF.

#### Wechselspannung

Sinusförmige Wechselspannung, gleichgerichtet, quadriert; dazu jeweils die Mittelwerte

Soll Wechselspannung gemessen werden, so ist ein Gleichrichter als Betragsbildner notwendig. DMM verwenden dazu eine Schaltung als Präzisionsgleichrichter. Bei diesem hat die Nichtlinearität der gleichrichtenden Diode auf die Anzeige keinen Einfluss, selbst bei Spannungen, die kleiner sind als die Dioden-Durchlassspannung. Es wird der arithmetische Mittelwert der gleichgerichteten Wechselspannung (der Gleichrichtwert) gemessen. Bei einer Wechselspannung wird jedoch die Anzeige des Effektivwertes erwartet. Da in der Mehrzahl der Messaufgaben sinusförmige Wechselgrößen vorliegen, wird der gebildete Gleichrichtwert um den Formfaktor 1,11 (= π/√8) vergrößert angezeigt. Dabei ist der Formfaktor definiert als das Verhältnis Effektivwert zu Gleichrichtwert; der konkrete Wert 1,11 gilt nur für sinusförmigen Verlauf. Damit wird nur für sinusförmige Spannungen der Effektivwert angezeigt. Bei einem anderen Zeitverlauf wird diese Anzeige fehlerhaft, sie weicht teilweise katastrophal vom Effektivwert ab.
Digitalmultimeter, die den tatsächlichen Effektivwert (englisch true RMS) eines beliebigen Spannungsverlaufes messen können, sind mit einer Schaltung oder Software in einem Mikrocontroller ausgestattet, die analog oder digital den Effektivwert errechnet. Analog arbeitende Bausteine zur Effektivwertbildung sind als integrierte Schaltung verfügbar. In höherwertigen Multimetern ist ihr Einbau inzwischen üblich.
Zur digitalen Effektivwertbildung sind – je nach erforderlicher Abtastrate – schnelle Umsetzer erforderlich, die sich aus Preisgründen (noch) nicht durchsetzen können.
Infolge nicht vollständiger Glättung bei der Gleichricht- oder Effektivwertbildung ergeben sich zuverlässige Messwerte nur bei einer Aufintegrationsdauer, die eine ganze (oder sehr große) Anzahl von Perioden der Wechselspannung überdeckt. Zur wirksamen Unterdrückung von netzfrequenten Störungen ist eine Integration über 100 ms (5 Perioden bei 50 Hz oder 6 Perioden bei 60 Hz) oder ein ganzzahlig Vielfaches üblich.
Teilweise zeigen Digitalmultimeter im Wechselspannungsbereich auch bei Mischspannungen, also bei Spannungen, die einen Gleichanteil {\displaystyle U_{-}} und einen Wechselanteil {\displaystyle u_{\sim }(t)} enthalten, ausschließlich den Wechselanteil an; das ist bei Effektivwertbildung der Effektivwert des Wechselanteils {\displaystyle U_{\sim }}. Teilweise können Multimeter zur Effektivwertmessung den Effektivwert der Gesamtspannung messen, ohne dass vorher der Gleichanteil abgetrennt wird:
{\displaystyle U_{\mathrm {ges\;eff} }={\sqrt {{U_{-}}^{2}+{U_{\sim }}^{2}}}}
Teilweise kann zwischen den zwei Möglichkeiten „AC“ oder „AC+DC“ gewählt werden. Ist das nicht der Fall, muss man experimentell oder durch Studium der Bedienungsanleitung feststellen, ob Mischspannung oder ihr Wechselanteil gemessen wird.

#### Stromstärke

Der Messbereichsendwert ergibt sich aus der maximal der Messelektronik zuführbaren Spannung und dem vom Strom durchflossenen Messwiderstand.

Zur Strommessung wird die Spannung über einem eingebauten Messwiderstand {\displaystyle R_{\mathrm {mess} }} gemessen – je nach Einstellung als Gleich- oder Wechselspannung. Er ergibt sich zu
{\displaystyle R_{\mathrm {mess} }} ≥ kleinster Spannungsmessbereich geteilt durch eingestellter Strommessbereich.
Beispiel: Im Strommessbereich 200 μA ist {\displaystyle R_{\mathrm {mess} }} ≥ 200 mV / 200 μA = 1 kΩ.
Die meisten DMM sind daher anderen Strommessverfahren unterlegen, die mit wesentlich geringerem Spannungsabfall auskommen.
Mehrere Messbereiche werden dadurch erreicht, dass der parallel zum Spannungsmesser liegende Messwiderstand als Reihenschaltung verschiedener Messwiderstände ausführt wird, wobei ein Stufenschalter einen oder mehrere davon in den Stromkreis schaltet, ohne beim Umschalten die Verbindung zu unterbrechen (englisch make before break).
Zur Messung großer Stromstärken etwa ab 10 A wird statt des Spannungsabfalls am Messwiderstand das den Stromleiter umgebende elektromagnetische Feld erfasst. Dazu gibt es Strommesszangen mit Messbereichen etwa bis 1000 A. Vorteile der Strommesszange bestehen darin, dass man den Leiter zur Messung nicht auftrennen muss, und in der galvanischen Trennung.
Zur Messung von Wechselstrom gilt dasselbe wie bei Wechselspannung.

#### Widerstand
Zur Widerstandsmessung enthält ein DMM eine elektronisch stabilisierte Konstantstromquelle, die einen von der Belastung unabhängigen Gleichstrom liefert. Bei Anschluss des zu messenden Widerstands an die Eingangsklemmen wird der Strom durch das Messobjekt geschickt, und die dabei entstehende Spannung wird gemessen, vorzugsweise im kleinsten Spannungsmessbereich. Zur Messbereichsumschaltung wird dann die Stromquelle umgeschaltet.
Beispiel: Mit {\displaystyle I} = 10,00 μA erhält man zusammen mit dem kleinsten Spannungsmessbereich 200 mV einen Widerstandsmessbereich von 20 kΩ.
Der Zusammenhang zwischen Messgröße und Anzeige ist eine Proportionalität, und man erhält recht genaue Messwerte. Die Fehlergrenze ergibt sich aus der Fehlergrenze für die Gleichspannungsmessung und der Fehlergrenze für die Justierung der Stromstärke. Die Qualität des Messwertes ist damit deutlich höher als bei Analogmultimetern mit einem Anzeigebereich ∞ … 0, bei denen das Ergebnis allein schon durch grobe Ablesemöglichkeit sehr ungenau wird.

#### Leitungssuchfunktion

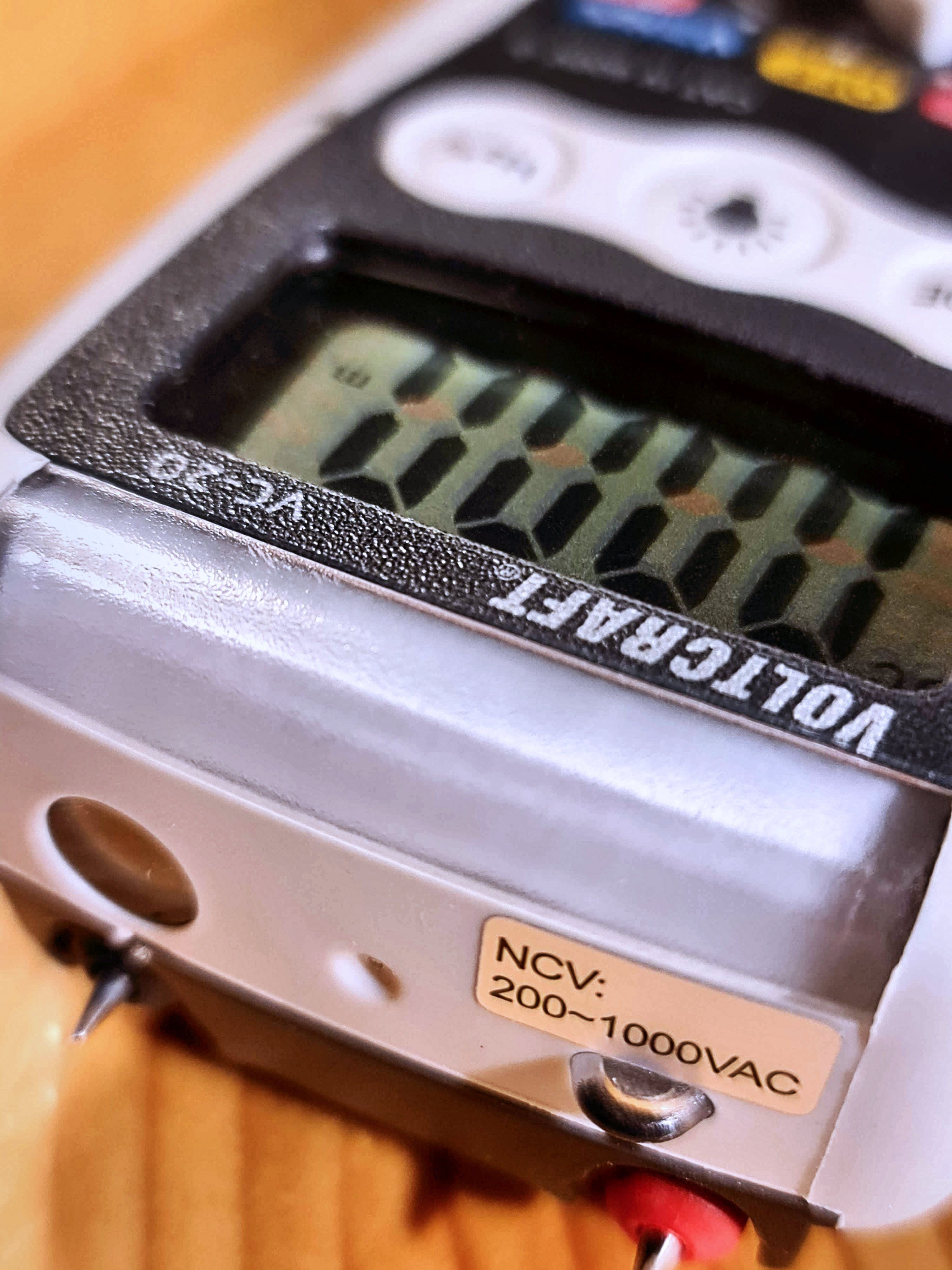
Multimeter mit NCV-Option

Verschiedene Multimeter-Hersteller statten ihre Messgeräte mit einer NCV-Funktion (englisch für Non-Contact-Voltage) im Sinne eines haustechnischen Ortungsgerätes aus. Oftmals findet sich diese Zusatzoption bereits in der preisgünstigen Geräteklasse. Dieses Feature dient zur Lokalisierung von nicht sichtbaren, stromführenden Leitungen in Wänden.

## Auflösung
Wenn ein Messgerät in seinem Anzeigefeld fünf Dezimalstellen anzeigt, so hat es in einem Messbereich 200 mV eine Auflösung von 0,01 mV. Es kann 20 000 verschiedene Werte 000,00 bis 199,99 mV anzeigen. Die führende Stelle ist nicht voll ausgebildet. Umgangssprachlich wird das Gerät als 4 1⁄2-stellig bezeichnet. Entsprechendes gilt bei einem Messbereich 250 mV mit 25 000 Schritten. In wie viele Schritte eine „halbe“ Stelle auflöst, wird immer erst klar, wenn der Messbereich bekannt ist oder die Anzahl der Schritte.

## Messabweichungen beim Digitalmultimeter

### Abgleichabweichung für Nullpunkt und Empfindlichkeit

Abweichungen vom proportionalen Zusammenhang (gestrichelte Linie):
a) additiv, b) multiplikativ, c) nicht linear

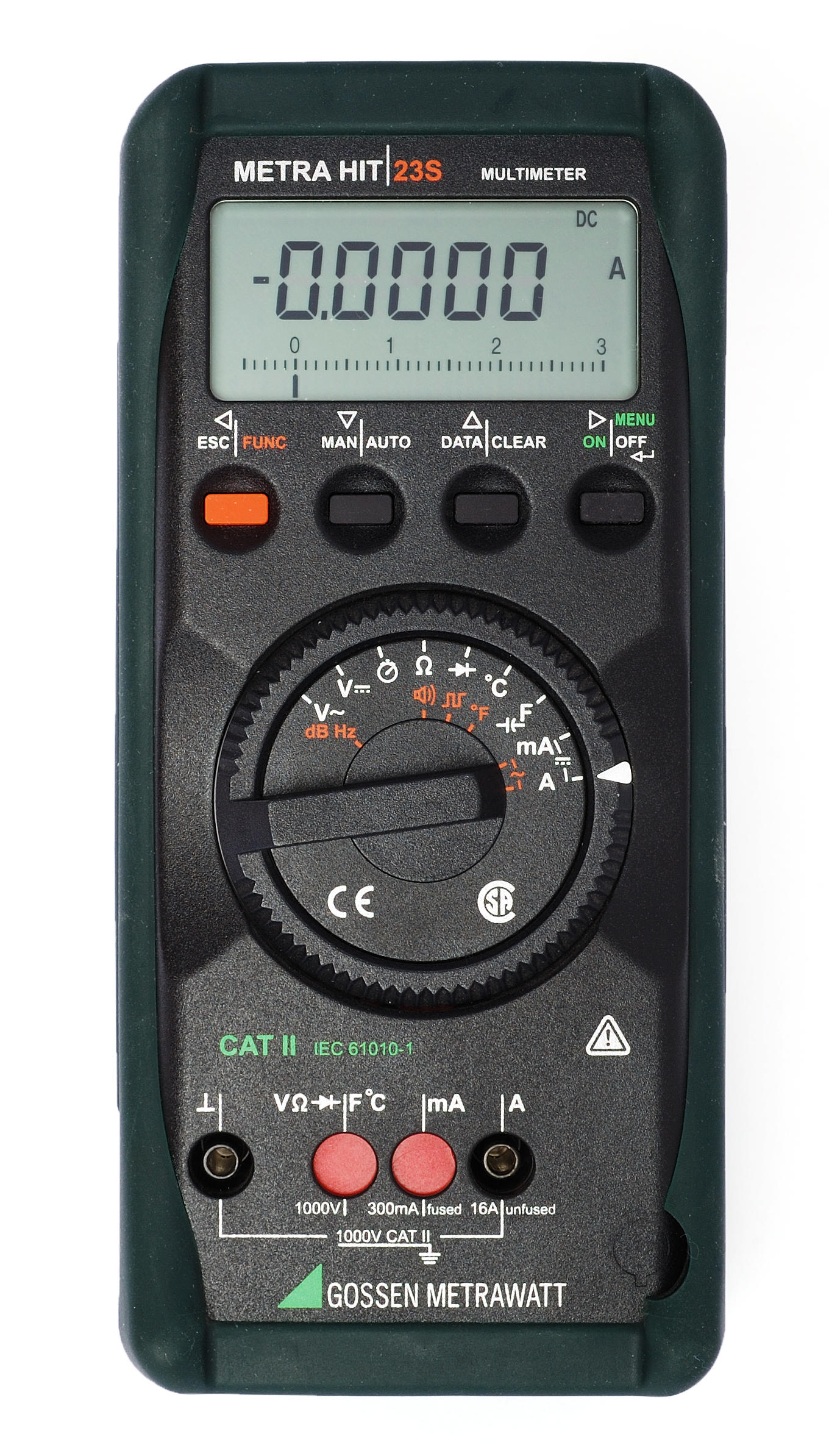
Höherauflösendes Multimeter mit 30.000 Quantisierungsstufen; aktueller Messbereich: Gleichstrom 3 A

Die Kennlinie eines ADU (mit extrem feiner Stufung) ist eine Gerade durch den Nullpunkt und steht für die gewünschte Proportionalität zwischen Anzeige und Messgröße. Der Nullpunkt muss durch horizontale Verschiebung eingestellt werden; die Empfindlichkeit muss durch Verdrehung (Änderung der Neigung der Kennlinie) eingestellt werden, siehe auch unter dem Stichwort Messgeräteabweichung. Beides ist nur innerhalb gewisser Fehlergrenzen möglich.

### Quantisierungsabweichung
Dadurch, dass die Messgröße nur schrittweise abgebildet wird, entsteht eine Quantisierungsabweichung.

### Linearitätsabweichung
Diese Messabweichung ist deutlich kleiner als die typisch auftretenden Abgleichabweichungen. Man unterscheidet
zwischen
integraler Linearitätsabweichung durch eine Nichtlinearität der Kennlinie
differenzieller Linearitätsabweichung durch ungleiche Breite benachbarter Quantisierungsschritte
Die Grenzen von Nullpunkts-, Quantisierungs- und Linearitäts-Abweichungen sind Konstanten über den ganzen Messbereich, die Grenze der Empfindlichkeitsabweichung ist proportional zum Messwert. Zusammengefasst erhält man diese als Fehlergrenze {\displaystyle G} des Messgerätes aus zwei Summanden.
z. B. {\displaystyle G} = 0,2 % v. M. + 1 Digit
z. B. {\displaystyle G} = 0,2 % v. M. + 0,05 % v. E., falls das Gerät in 2000 Schritte (Digit) auflöst.
Die Abkürzungen „v. M.“ und „v. E.“ gemäß Sprachregelung in DIN 43751 stehen für „vom Messwert“ und „vom Endwert“.

### Einflusseffekte
Die bisher genannten Grenzwerte gelten für die Eigenabweichung bei Betrieb unter festgelegten Bedingungen. Wird von diesen Referenzbedingungen abgewichen, so können Einflusseffekte die Messabweichung des Messgerätes erhöhen. Die Problematik ist dieselbe wie bei analogen Messgeräten; zur Erläuterung der Begriffe siehe unter Genauigkeitsklasse.

#### Umgebungstemperatur
Digitale Multimeter sind üblicherweise nach DIN 43751 auf eine Umgebungstemperatur von 20, 23 oder 25 °C justiert. Bei Änderung der Temperatur des Messgeräts ändern sich die elektrischen Eigenschaften seiner Komponenten. Durch Einflusseffekte wird die Messgeräteabweichung möglicherweise größer. Der Einfluss der Temperatur auf den Messwert wird mit Hilfe einer Kenngröße angegeben.

#### Kurvenform
Die Kurvenform der Messgröße kann durch verschiedene Kennwerte beschrieben werden. Eine dieser Größen ist der Scheitelfaktor (englisch Crestfactor) {\displaystyle C}, definiert als das Verhältnis von Scheitelwert zu Effektivwert. Für Gleichspannung gilt {\displaystyle C=1} und für sinusförmige Wechselspannung {\displaystyle C={\sqrt {2}}=1{,}414}. Ist der Scheitelwert sehr viel größer als der Effektivwert (ist also {\displaystyle C\gg 1}), wie zum Beispiel bei Impulsen, kommt es zu Fehlmessungen.
Bei gleichrichtwert-bildenden Messgeräten für Wechselgrößen ist die Sinusform zwingend, sonst können erhebliche Abweichungen auftreten. Bei effektivwertbildenden DMM ist die Kurvenform typisch bis {\displaystyle C=7} von geringem Einfluss, wenn die Grundfrequenz nicht allzu hoch ist (50 bis teilweise 400 Hz).

## Berechnung der Fehlergrenze
Beispiel (Fehlergrenze bei Referenzbedingungen):
Das Messgerät wird unter denselben Bedingungen betrieben wie bei seiner Justierung. Anzeige {\displaystyle U=193{,}4\,\mathrm {V} };
Angabe des Herstellers für die Grenzen der Eigenabweichung: 0,2 % v. M. + 1 Digit
{\displaystyle G_{\mathrm {ref} }=(0{,}002\cdot 193{,}4\,\mathrm {V} +0{,}1\,\mathrm {V} )=0{,}5\,\mathrm {V} }
Beispiel (Ausweitung der Fehlergrenze durch Einfluss):
Das Messgerät wird in einer Umgebungstemperatur von 35 °C betrieben. Der Hersteller gibt die obige Fehlergrenze für einen Referenzwert 23 °C an. Für den Betrieb bei anderer Temperatur sei eine weitere Angabe des Herstellers eine bezogene Zusatzabweichung: (0,05 % v. M. + 2 Digit)/10 K
{\displaystyle G_{\mathrm {einfl} }=(0{,}0005\cdot 193{,}4\,\mathrm {V} +0{,}2\,\mathrm {V} )\cdot 12\,\mathrm {K} /10\,\mathrm {K} =(0{,}3\,\mathrm {V} )\cdot 1{,}2=0{,}4\,\mathrm {V} }
{\displaystyle \ G_{\mathrm {ges} }=G_{\mathrm {ref} }+G_{\mathrm {einfl} }}